# Joe Smith (calciatore 1889)
Joseph Smith, noto come Joe Smith (Dudley, 25 giugno 1889 – Blackpool, 17 agosto 1971), è stato un allenatore di calcio e calciatore inglese, di ruolo attaccante.
Da calciatore fu un prolifico attaccante (fra i migliori dieci marcatori nella storia della massima divisione inglese) e giocò a lungo per il Bolton, con il quale vinse la FA Cup nel 1923 e nel 1926. Da allenatore legò invece il suo nome a quello del Blackpool, dove allenò Stanley Matthews e vinse una FA Cup nel 1953.

## Carriera

### Giocatore
Nato a Dudley nelle Midlands occidentali, Smith era il fratello minore del calciatore Philip Smith, ucciso durante la prima guerra mondiale.
Dopo aver lasciato Crewe Alexandra, Smith trascorse quasi tutta la sua carriera da giocatore con il Bolton Wanderers, per il quale firmò nel 1908, sia come interno che come centravanti. I Wanderers vinsero il titolo di Second Division nel 1908-1909, ma furono immediatamente retrocessi dalla First Division nel 1909-1910. Hanno riguadagnato il loro status di massima serie dopo essersi assicurati un secondo posto in Second Division nel 1910-1911. Smith poi è diventato il capocannoniere del club nel 1911–12 con 24 gol, mentre Bolton ha segnato un quarto posto, sei punti dietro i campioni Blackburn Rovers. Ha segnato 22 gol nel 1912-1913, come Bolton è sceso in ottava posizione. George Lillycrop divenne poi il capocannoniere del club nel 1913–14, prima che Smith finisse come capocannoniere del club per la terza volta in quattro stagioni con 36 gol nel 1914–15. Durante la prima guerra mondiale ospitò per Chelsea e Port Vale. Dopo la guerra, Bolton arrivò sesto nel 1919-20. Con l'aiuto del compagno di squadra dei "Trotters" Ted Vizard, durante la stagione 1920-1921 Smith segnò il record del club di 38 gol, che lo mise in cima alla classifica dei marcatori della First Division per quella stagione; il club ha registrato un terzo posto. Tuttavia il Bolton è sceso di nuovo in sesta posizione nel 1921-1922. Smith ha segnato 19 gol nel 1922-1923 per diventare il capocannoniere del club per la quinta volta. I suoi obiettivi hanno aiutato Bolton a raggiungere la finale di FA Cup del 1923, la prima finale di FA Cup che si terrà a Wembley. Smith ha è stato capitano del Bolton durante la partita finita per 2-0 sul West Ham United. David Jack ha poi assunto il ruolo di principale fonte di gol del club nel 1923–24 e nel 1924–25, poiché il Bolton ha segnato due primi quattro piazzamenti in successione. Smith ha segnato 21 gol nel 1925-1926 per finire come capocannoniere del club per la sesta e ultima volta. Ha anche capitanato il club a un'altra vittoria finale di FA Cup, poiché un gol dell'omonimo Jack Smith è stato sufficiente per battere il Manchester City 1-0. La stagione 1926-1927 fu quindi la sua ultima al club, poiché portò il Bolton al quarto posto in campionato, otto punti dietro la capolista Newcastle United. Nei suoi diciannove anni al Bolton, Smith ha segnato 277 gol in 492 partite (il suo record in campionato è di 254 gol in 449 presenze).

### Allenatore

#### Darwen
Nel 1929, Smith divenne allenatore-giocatore del Darwen FC. Da giocatore ha segnato 42 gol in 51 partite. Come allenatore, li ha guidati alle vittorie nel Lancashire Combination Championship (due volte), nella Combination Cup (due volte), nella Lancashire Junior Cup e nel Lancashire Challenge Trophy.

#### Reading
Dopo essersi ritirato nel 1931, Smith divenne allenatore del Reading.
Durante le sue quattro stagioni nel Reading ha guidato i "Biscuitmen" ad nella Third Division South un secondo posto nel 1931-32 - due punti dietro il Fulham , un quarto posto nella stagione 1932-33 - 11 punti dietro il Brentford, un terzo posto nel 1933-34, e un secondo posto nel 1934-1935 con otto punti di distanza dal Charlton Athletic. Ottenne un incredibile record durante le partite in casa. In 84 partite all'Elm Park ne vinse 66 e ne perse solo 3, segnando una media di tre gol a partita e guidando il club ad un record di imbattibilità di 55 partite che durò dall'aprile 1933 fino a dopo la sua partenza nel 1935.

#### Blackpool
Nell'agosto 1935, Smith fu contattato per diventare il nuovo manager del Blackpool, al posto del defunto Sandy MacFarlane, un'offerta che accettò immediatamente; l'amore per il mare sembra essere uno dei principali fattori decisivi. Dopo un decimo posto nel 1935-1936, ha guidato il club alla promozione nel 1936–37 con un secondo posto nella Second Division. Ha poi assicurato lo status di First Division del club con un piazzamento a metà classifica nel 1937-1938 e 1938-1939. Il 10 marzo 1939, Smith e il direttore del club Albert Hindley fecero notizia quando completarono la firma record di £ 10.000 di Jock Dodds da Sheffield United. Tuttavia a causa della Seconda Guerra Mondiale  Smith è apparso a malapena nella Football League, anche se ha segnato oltre 200 gol a Bloomfield Road durante la guerra.
Dopo la guerra, Smith costruì una formidabile linea in avanti chiamata "M" perché composta da Stan Mortensen, Stanley Matthews e Jackie Mudie. Mortensen e Mudie iniziarono la loro carriera nel club, mentre Smith fece acquistare Matthews dallo Stoke City per 11500 £ nel maggio del 1947. Altri acquisti chiave che Smith fece durante il suo periodo al club furono: il difensore Danny Blair che fu acquistato dall'Aston Villa nel 1936, il difensore George Farrow che fu dal Bournemouth per 1250 £ nel'36, l'ala scozzese Alex Munro che fu acquistato dagli Hearts nel 1937 per 3500 £), l'attaccante Willie Buchan dal Celtic per 10000 £), il difensore Eric Hayward preso a parametro zero dal Port Vale nel maggio 1937), Eddie Shimwell acquistato dallo Sheffield United per 7000 £ nel dicembre 1946), il terzino Jackie Wright (, portiere il George Farm (a parametro zero dagli Hibernian), il centrocampista Allan Brown acquistato nel dicembre 1950), l'attaccante Ernie Taylor (firmato dal Newcastle United per 25000 £, il difensore Jimmy Kelly nell'ottobre 1954 per la cifra di 15000 £ e l'attaccante Ray Charnley acquistato dal Morecambe. Un certo numero di giocatori significativi hanno anche iniziato la loro carriera professionale sotto l'ala di Smith, furono: Barrie Martin, Ron Suart, Ewan Fenton, Tommy Garrett, Bill Perry, Dave Durie, Roy Gratrix, Brian Peterson, Hughie Kelly e Jimmy Armfield. Sebbene fosse a Bloomfield Road prima di Smith, dopo la guerra, il difensore Harry Johnston ha continuato a giocare con la nazionale inglese mentre era a Blackpool.
Blackpool è arrivato quinto in campionato nel 1946-1947 Blackpool, a soli sette punti dal Liverpool. Nella stagione successiva, raggiunsero la finale di FA Cup allo stadio di Wembley Wembley, che si concluse con una sconfitta contro Manchester United. I "Seasiders" raggiunsero il 16º posto nella stagione 1948-1949, ma riuscì a risalire al settimo posto nella stagione 1949-1950, a soli quattro punti dal Portsmouth. Sebbene raggiunsero il terzo posto nel 1950-1951, hanno concluso la stagione con dieci punti di distacco dai campioni Tottenham Hotspur. Smith ha guidato il club a un'altra finale di FA Cup nella 1951, dove hanno perso 2-0 dal Newcastle United dopo una doppietta di Jackie Milburn. Il Blackpool poteva finire solo nono e settimo nel 1951–52 e 1952–53, ma ha raggiunto un'altra finale di Coppa d'Inghilterra nella 1953. Conosciuta come la "finale di Matthews", Stan Mortensen ha segnato una tripletta contro il Bolton Wanderers assicurando al Blackpool una vittoria per 4-3 e il loro primo titolo di FA Cup. Il club è arrivato sesto in campionato nel 1953–1954 e poi scese al 19º posto nel 1954–55. Smith ha poi portato il club a un secondo posto record in campionato nel 1955–56, anche se sono finiti a circa 11 punti dai campioni del Manchester United. Finirono quarti nel 1956-1957 e settimo nel 1957–58. Dopo 714 partite di Football League alla guida del Blackpool, Smith si dimise nel 1958, all'età di 68 anni, a causa di problemi di salute. Il consiglio di Blackpool ha premiato i suoi servizi dandogli una forte "stretta di mano d'oro" e gli ha comprato una casa in città.

## Palmarès

### Giocatore

#### Competizioni nazionali
- Second Division: 1

Bolton: 1908-1909
- Coppa d'Inghilterra: 2

Bolton: 1922-1923, 1925-1926

### Allenatore

#### Competizioni nazionali
- Football League War Cup: 1

Blackpool: 1943
- Coppa d'Inghilterra: 1

Blackpool: 1952-1953